# 田廣
田广（前3世纪？—前203年），秦末齐国狄县（今山东省高青县东南）人，故田齊公族，田荣之子。 
漢元年（前206年）正月，項羽分封十八諸侯，沒有封齊國田榮。田榮不服，驅逐臨淄王田都、擊殺膠東王田市、濟北王田安，自立為齊王。
汉二年（前204年）正月，項羽伐田荣，田荣逃至平原县，被平原人杀死。项羽再立田假为齐王，三月，田假被田荣的弟弟田横击败，再投楚国，被项羽所杀。田横收复失地，立田广为王。
汉四年（前203年）十一月，汉王刘邦派使者郦食其赴齐讲和，田广与田横同意和汉王共同对付项羽。汉将韩信奉劉邦的命令攻打齊國，趁齐国懈备，引兵东进，攻入齐国。田横、田广大怒，威胁郦食其去劝退韩信，郦食其明白了眼前的田广、田横并不是真心归降刘邦，只是假意的投靠，大骂：「幹大事的人不拘小節，成大德的人不需辭讓，老子不會幫你們遊說的！」於是田广与田横立即烹杀了郦食其。韩信袭破历下军（今山东济南），攻陷齐都临淄。田广逃亡中病死，田横在海岛（即今田横岛）自立为王。